# 椰子櫛圓盾介殼蟲
椰子櫛圓盾介殼蟲（学名：Hemiberlesia lataniae）为盾介殼蟲科櫛圓盾介殼蟲屬下的一个种。